# Жан Батист, гроф од Аркоа
Жан Батист, гроф од Аркоа (фр. Jean Baptist, Comte d'Arco; око 1650 — Минхен, 21. март 1715) је био дипломата и фелдмаршал у служби баварског изборника током Рата за шпанско наслеђе. Често се меша са Јоханом Филипом од Аркоа који се борио на аустријској страни. Као заповедник учествовао је у биткама код Шеленберга, Блиндхајма и Рамија.